# San Paolo Maggiore (Nápoly)
A San Paolo Maggiore bazilika Nápoly történelmi központjában, a Via Tribunali mentén, a Piazza San Gaetanón.

## Leírása
Az első keresztény templomot ezen a helyen 8. és 9. században építették Kasztór és Polüdeukész templomának a helyén, a szaracénok felett aratott győzelem emlékére. Ennek emlékét ma csak a homlokzat két hatalmas oszlopa őrzi. A 16. században a teatinusok vették birtokukba és azonnal nekiláttak a templom teljes átalakításának Francesco Grimaldi vezetésével. A főhajó 1671-re készült el, a teljes bazilika pedig 1625-1635 között épült fel Giovanni Giacomo di Conforto vezetése alatt. Noha a második világháború bombázásai súlyosan érintették a latin kereszt alaprajzú templomot, a belső díszítések egy része mégis épségben fennmaradt. A leghíresebbek a Szent Péter és Szent Pál életét (Massimo Stanzione műve) valamint Szent Pál megtérését (Francesco Solimena) bemutató freskók. Az egykori kolostor nem látogatható, a levéltár egy részlege működik benne. Vestibuluma megőrizte az eredeti őskeresztény templom oszlopait. Belső kertjének kútjáról úgy tartják, hogy Nápoly legtisztább vizének forrása.